# Stenodynerus canus
Stenodynerus canus är en stekelart som beskrevs av Richard Mitchell Bohart 1966. Stenodynerus canus ingår i släktet smalgetingar, och familjen Eumenidae. Utöver nominatformen finns också underarten S. c. helvolus.